# Шалфей австрийский
Шалфей австрийский (лат. Salvia austriaca) — многолетнее растение, вид рода Шалфей (Salvia) семейства Яснотковые (Lamiaceae).
Является ценным медоносным растением.

## Распространение и экология
Встречается в Центральной и Восточной Европе.
Растёт в степях, на лугах, по окраинам полей.

## Ботаническое описание
Растение высотой 30—50 см. Стебель простой, прямой, от основания опушённый.
Листья почти все прикорневые, яйцевидные, эллиптические или продолговатые, длиной 7—20 см, шириной 5,5—10 см, тупые или острые, при основании сердцевидные или клиновидные, по краю выгрызенно-зубчатые, сверху голые, снизу коротко и не густо опушённые. Стеблевых листьев обычно одна-две пары, мелкие, эллиптические, тупые, сидячие, часто глубоко надрезанные, почти лопастные; прицветные — почти перистые (схожи со стеблевыми) или яйцевидные, острые, сидячие.
Соцветие простое или с одной парой коротких нижних ветвей, с ложными 4—6-цветковыми мутовками; чашечка длиной 5—7 мм; венчик жёлтый, длиной 15—25 мм, верхняя губа серповидная, сплюснутая.
Орешки тупо трёхгранные, почти шаровидные, диаметром 1,5 мм, бурые.

## Классификация

### Таксономия
Вид Шалфей австрийский входит в род Шалфей (Salvia) подсемейства Котовниковые (Nepetoideae) семейства Яснотковые (Lamiaceae) порядка Ясноткоцветные (Lamiales).
|  |                                      |  |                                                             |                                                             |                      |  | ещё 21 семейство (согласно Системе APG II) | ещё 21 семейство (согласно Системе APG II)  |                                             |  |  |  | ещё 110—130 родов | ещё 110—130 родов      |  |  |
|  |                                      |  |                                                             |                                                             |                      |  | ещё 21 семейство (согласно Системе APG II) | ещё 21 семейство (согласно Системе APG II)  |                                             |  |  |  | ещё 110—130 родов | ещё 110—130 родов      |  |  |
|  |                                      |  |                                                             | порядок Ясноткоцветные                                      |                      |  |                                            |                                             | подсемейство Котовниковые                   |  |  |  |                   | вид Шалфей австрийский |  |  |
|  |                                      |  |                                                             | порядок Ясноткоцветные                                      |                      |  |                                            |                                             | подсемейство Котовниковые                   |  |  |  |                   | вид Шалфей австрийский |  |  |
|  | отдел Цветковые, или Покрытосеменные |  |                                                             |                                                             | семейство Яснотковые |  |                                            |                                             | род Шалфей                                  |  |  |  |                   |                        |  |  |
|  | отдел Цветковые, или Покрытосеменные |  |                                                             |                                                             |                      |  |                                            |                                             |                                             |  |  |  |                   |                        |  |  |
|  |                                      |  | ещё 44 порядка цветковых растений (согласно Системе APG II) | ещё 44 порядка цветковых растений (согласно Системе APG II) |                      |  |                                            | ещё 7 подсемейств (согласно Системе APG II) | ещё 7 подсемейств (согласно Системе APG II) |  |  |  | ещё 700—900 видов |                        |  |  |
|  |                                      |  |                                                             | ещё 44 порядка цветковых растений (согласно Системе APG II) |                      |  |                                            |                                             | ещё 7 подсемейств (согласно Системе APG II) |  |  |  |                   |                        |  |  |